# 德爾納瀑布
德爾納瀑布（阿拉伯语：‎）為坐落在利比亞綠山的瀑布，位於北昔蘭尼加地區的城市德爾納南方。
該瀑布的高度約有20公尺。距離德爾納省的首府德爾納約7公里。